# Termas Dacianas
Las Termas Dacianas o Baños de Decio (en latín: Thermae Decianae) eran un complejo de baños termales de la ciudad de Roma, edificado en la colina Aventina por el emperador Decio en el año 249 o en el 252. Estas termas se localizaban entre las actuales ubicaciones de las iglesias de San Alejo y Santa Prisca, en la Vigna Torlonia, bajo la piazza del Tempio di Diana, bautizada así en honor al Templo de Diana, y el Casale Torlonia, que alberga algunos restos de las termas. Asimismo, se han conservado trazas de restos monumentales de dichos baños en otros lugares, aparte de los anteriormente mencionados.

## Historia

### Edificaciones previas
La ubicación en la que se erigían las Termas Dacianas también contiene restos de edificaciones anteriores, los cuales se hallan en el sótano del Casale Torlonia y bajo la piazza del Tempio di Diana. Estos edificios presentan un patrón constructivo similar al opus quasi reticulatum, con trazas de ornamentaciones en estuco pintado imitando al mármol, propias del Primer Estilo de Pompeya; las citadas ornamentaciones constituyen la prueba física más antigua de la presencia de este estilo pictórico en Roma, ya que datan del siglo II. Otra edificación que se levantaba en ese mismo lugar estaba lujosamente decorada con mosaicos y frescos de máscaras, flores y paisajes. Dicho edificio data de la era del emperador Trajano, y podría haber sido la residencia privada del mismo (Privata Traiani) antes de que accediera al trono imperial, ya que las fuentes sostienen que su vivienda se situaba por la misma zona donde posteriormente se edificaron los Baños de Decio. Por otra parte, algunos afirman que estos restos se corresponderían con el domicilio del propio Decio.

### Termas Dacianas
El principal registro escrito acerca de la apariencia y disposición de las Termas Dacianas son unos planos elaborados por Andrea Palladio, que a fecha de agosto de 2018 se encontraban en la colección personal del Duque de Devonshire. El complejo de las termas tenía unas dimensiones de 70 x 35 metros, incluyendo un ábside que formaba parte de un aula en la esquina sur del recinto. En lo tocante a la clientela de estas termas, cabe destacar que estaba integrada por los ricos y sofisticados habitantes del Aventino, al contrario que las Termas de Caracalla, cuyos clientes, más numerosos y de condición por lo general humilde, procedían principalmente del Barrio Duodécimo (Regio XII). Los baños estaban profusamente decorados con obras de arte, entre las que se contaban un Hércules niño en basalto verde y un Endimión durmiente, ambos custodiados en los Museos Capitolinos a fecha de agosto de 2018. Por añadidura, las Termas de Decio son mencionadas en múltiples inscripciones, las cuales no solo proporcionan información acerca de su ubicación, sino que también facilitan ciertos detalles acerca de la historia del recinto, como por ejemplo las dos restauraciones de las que fue objeto: la primera de ellas por orden de Constancio I o Constancio II, y la segunda en el 414 a instancias del emperador Honorio y su prefecto urbano Cecina Decio Aginatio Albino, motivada por los daños ocasionados durante el saqueo de Roma por Alarico.